# Eva Lindström

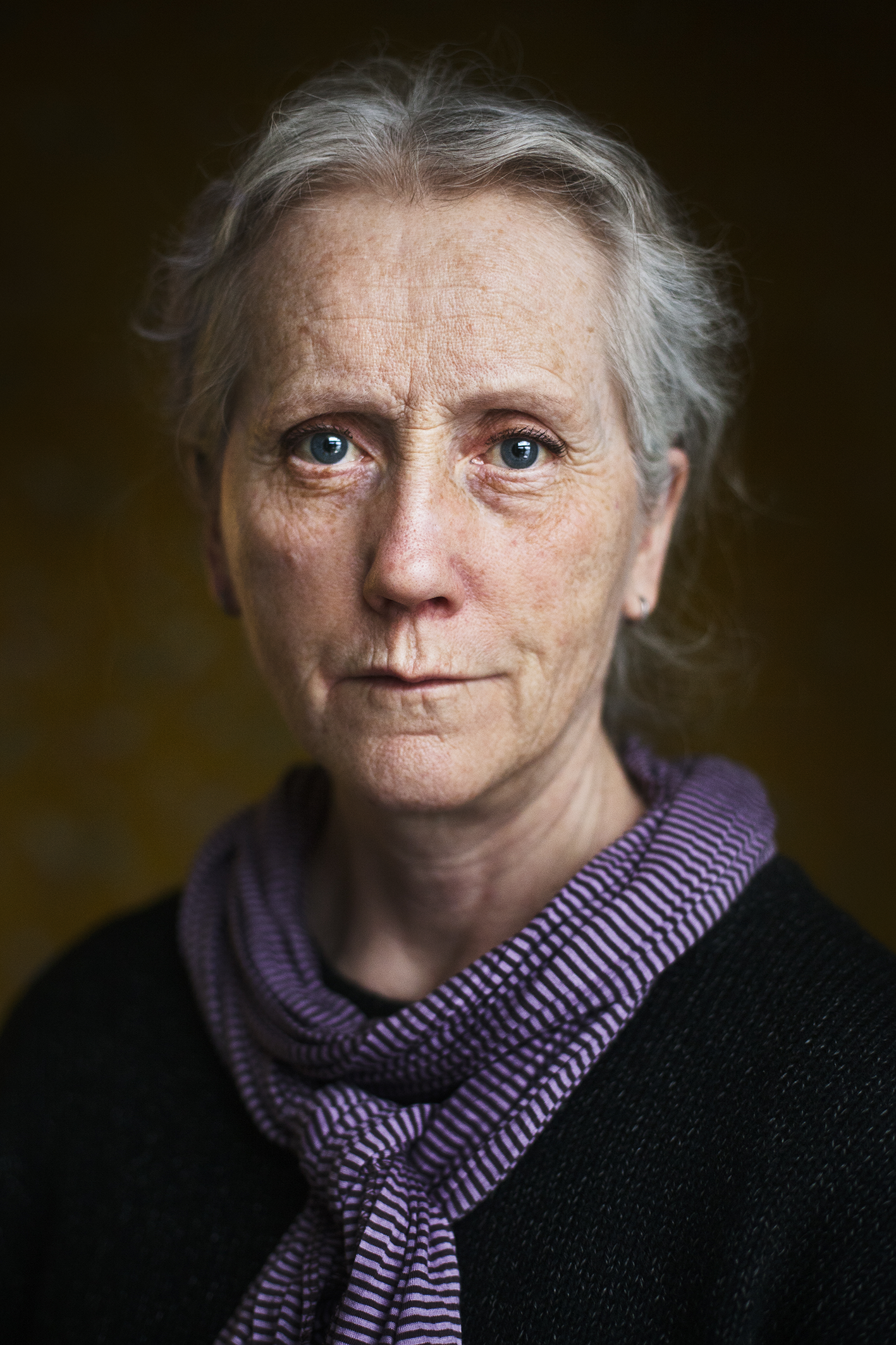
Eva Lindström, 2014

Eva Lindström (geboren am 15. Februar 1952 in Västerås) ist eine schwedische Comiczeichnerin, Illustratorin und Kinderbuchautorin. 2022 wurde sie mit dem Astrid Lindgren Memorial Award (ALMA), dem weltweit höchstdotierten Kinderbuchpreis, ausgezeichnet.

## Leben und Werk
Nach einem einjährigen Besuch der Kunstschule in Västerås studierte Eva Lindström von 1969 bis 1974 Malerei an der Kunsthochschule Konstfack in Stockholm. Sie lebt noch heute in Stockholm. Zu ihrer Studienzeit war sie Mitglied der radikalen politaktivistischen Gruppe Svarta hämnarna (auf Deutsch: Die Schwarzen Rächer), die sich mit Plakatkunst artikulierte. Die Ursprünge ihres radikalen und düsteren Kunststils entwickelten sich in dieser Zeit.
In den frühen 1980er Jahren arbeitete sie an den Comicserien Kamratposten, DN und Fnitter mit. An letzterer arbeiteten nur Frauen mit. Sie gab auch eigene Comicalben heraus, so zum Beispiel Utflykt, Tandem und Först är det Vinter.
Katmössan (Katzenmütze) war ihr erstes Buch, das sie sowohl schrieb als auch illustrierte. Es erschien 1988. Das zweite Buch Lurix aus dem Jahr 1996 wird als ihr Durchbruch als Illustratorin betrachtet. Bekannt wurde Lindström in den 2000er Jahren für ihre Kinderbücher. Ihre Geschichten behandeln Themen wie die Suche nach Identität oder Einsamkeit. Ihr subtil humorvolles Schreiben und die große Farbpalette ihrer Illustrationen schaffen eine Ausgewogenheit zwischen Schwere der Themen und einer optimistischen Erzählkunst. Bei ihren Illustrationen nutzt sie Farbe auch um die Stimmungen ihrer Charaktere widerzuspiegeln.
Lindström ist eine der bekanntesten Illustratorinnen in der schwedischen Kinderliteratur. Mehrere ihrer Geschichten wurden verfilmt, darunter die Trilogie der Tierfreunde, zu der die kurzen Animationen Ein Vogeltag, Ich haue ab! und Mein Freund Lage gehören. In Ein Vogeltag geht es um die Abenteuer von Jungvögeln, in Ich haue ab! um ein junges Schaf, das seine Herde verlässt, und in Mein Freund Lage um eine Eule, die den dunklen Wald verlassen hat, um in der Stadt zu leben. Lindström kooperierte als Regisseurin und Drehbuchautorin mit dem Animationsfilmer David Rylander.
Lindström ist Mitglied der schwedischen Akademie für Kinder- und Jugendbücher. Sie wurde vielfach ausgezeichnet. Am 22. März 2022 gab die Jury-Vorsitzende Boel Westin in Stockholm bekannt, dass dieses Jahr Eva Lindström mit dem Astrid-Lindgren-Gedächtnis-Preis, dem renommierten und mit fünf Millionen schwedischen Kronen höchstdotierten Kinder- und Jugendbuchpreis der Welt, ausgezeichnet wird. In der Begründung hieß es:

”Eva Lindströms gåtfulla bildvärld är i ständig förvandling. Träd flyttar utomlands, hundar antar enorma proportioner och föremål försvinner för att plötsligt återkomma. Med snabb penselföring och förtätad kolorit skapar Eva en mångtydig dialog i text och bild. Gränsen är flytande mellan barn, vuxna och djur. Med djupt allvar och vild humor brottas de med de eviga frågorna: Vilka är vi? Vart är vi på väg? Vem har tagit våra mössor?”

„Eva Lindströms rätselhafte Bildwelt ist in ständiger Veränderung begriffen. Bäume bewegen sich ins Ungewisse, Hunde nehmen enorme Ausmaße an und Gegenstände verschwinden, um dann plötzlich wieder aufzutauchen. Mit schnellen Pinselstrichen und dichter Farbgebung schafft Eva einen mehrdeutigen Dialog zwischen Text und Bild. Die Grenzen zwischen Kindern, Erwachsenen und Tieren sind fließend. Mit tiefem Ernst und wildem Humor ringen sie mit den ewigen Fragen: Wer sind wir? Wohin gehen wir? Wer hat unsere Hüte genommen?“

## Veröffentlichungen
Eva Lindström hat zahlreiche Comicalben und Kinderbücher veröffentlicht. Einige ihrer Kinderbücher wurden in Sprachen wie Englisch, Französisch, Polnisch, Dänisch oder Japanisch übersetzt. Nur eines, in dem sie Text und Illustrationen erstellt hat, wurde ins Deutsche übersetzt. Zwei Bücher von anderen Autoren mit ihren Illustrationen wurden ebenfalls ins Deutsche übersetzt. Ihre Comics sind in Deutschland nicht bekannt.
Comicalben
- 1983: Utflykt (Ausflug)[9]
- 1985: Tandem (Tandem) (mit Komikzeichnerin Gunna Grähs)[9]
- 1990: Först är det Vinter (Zuerst kommt der Winter)[9]
- 2011: Apan och jag (Der Affe und ich)[10]

Illustrationen in Kinderbüchern
- 1986: Katarina Kuick (Text): Inte mycket att hänga i julgran (= Nicht viel zum Aufhängen unter dem Weihnachtsbaum)
- 1986: Sven-Olof Lorentzen (Text): Grävlingen som ville bli bilmekaniker (= Der Dachs, der Automechaniker werden wollte)
  - Sven-Olof Lorentzen (Text): Max, der Dachs. Deutsche von Angelika Kutsch. Carlsen, Reinbek 1987, ISBN 978-3-551-51384-7.
- 1986: Lena Kallenberg (Text): Ekorren Frans (= Eichhörnchen Frans)
- 1987: Siv Widerberg (Text): Det var en gång en mamma och en pappa (= Es waren einmal eine Mama und ein Papa)
  - Siv Widerberg (Text): Es waren einmal eine Mama und ein Papa. Deutsch von Angelika Kutsch. Oetinger, Hamburg 1988, ISBN 978-3-7891-5751-6.
- 1987: Stackars mej (Ich Armer) (Text: Håkan Jaensson und Arne Norlin)
- 1988: Elin starkast i världen (Elin ist die stärkste Frau der Welt) (Text: Katarina Kuick)
- 1994: Gunnar i granskogen (Gunnar im Fichtenwald) (mit Börje Lindström)
- 1995: Naturens vänner (Naturfreunde) (mit Helena Dahlbäck)
- 1995: Pojken från Garzanslätten (Der Junge aus Garzanslätten) (Text: Mahmut Baksi; Schwedische Bearbeitung von Elin Clason)
- 1999: Den enögde: en bok om nordisk mytologi (Der einäugige Mann: ein Buch über nordische Mythologie) (Text: Tor Åge Bringsvaerd)
- 2000: Zigge med zäta (Zigge mit Zeta) (mit Inger Lindahl)
- 2013: Snöret, fågeln och jag (Die Schnur, der Vogel und ich) (mit Ellen Karlsson)
- 2014: Nu leker vi den fula ankungen (Lasst uns das hässliche Entlein spielen) (mit Barbro Lindgren)
- 2017: Den stora vännen (Der große Freund) (mit Ylva Karlsson)

Text und Illustrationen in Kinderbüchern
- 1988: Kattmössan (Katzenhut)
- 1992: Hasse och Rune på semester (Hasse und Rune im Urlaub)
- 1995: Ulla spelar munspel (Ulla spielt die Mundharmonika)
- 1996: Lurix (Lurix)
- 1997: Limpan är sugen (Die Napfschnecke ist hungrig)
- 1998: Jag gillar Stig (Ich mag Stig)
- 2000: Jag och Stig gräver en grop (Ich und Stig graben eine Grube)
- 2000: En fågeldag (Ein Vogeltag)
- 2001: Min vän Lage (Mein Freund Lage)
- 2002: Någon flyttar in (Jemand zieht ein)
- 2003: Vid bergets långa breda fot (Am langen, breiten Fuß des Berges)
- 2004: Vilma och Mona spanar och smyger (Vilma und Mona spähen aus und schleichen)
- 2005: Mats och Roj – Berättelser om allt möjligt (Mats und Roj – Geschichten über alles Mögliche)
  - So ein Glück! Geschichten von Mats und Roj, Deutsch von Birgitta Kicherer, Hanser, München 2006, ISBN 978-3-446-20697-7[11]
- 2006: Jag rymmer! (Ich haue ab!)
- 2007: Sonja, Boris och tjuven (Sonja, Boris und der Dieb)
- 2014: Vi är vänner (Wir sind Freunde)
- 2015: Alla går iväg (Alle gehen weg)
- 2016: Oj, en polis (Wow, ein Polizist)
- 2016: Musse (Mickey)
- 2017: Kungen och drottningen (Der König und die Königin)
- 2018: Kom hem Laila (Komm nach Hause Laila)
- 2019: Mycket att göra hela tiden (Ständig im Einsatz)
- 2020: Bron (Quelle)
- 2021: Ingenting är omöjligt för oss (Nichts ist für uns unmöglich)

Illustrationen in Sachbüchern
- 1984: Folk ler och tittar bort, tänkt, tyckt och inbillat om utvecklingsstörning (Die Menschen lächeln und schauen weg, sie denken nach und stellen sich vor, was eine geistige Behinderung ist) (Text: Pia Huss)
- 1988: Skaffa dig mod och jävlar anamma: ung nu (Trau dich und zeig ein paar verdammte Manieren: jetzt jung sein) (Text: Kajsa Larsson Berglind)
- 1992: Kvinnor och stress (Frauen und Stress) (Text: Marianne Larmén)
- 1993: Av egen kraft (Aus eigener Kraft) (Skript: Agneta Lembke)
- 1996: Tipsextra för läkare: inför mötet med patienten (Tipps für Ärzte: vor der Begegnung mit dem Patienten) (Idee: Bertil Hagström)
- 1999: Utmaningen: om att spränga gränser i förskolan (Die Herausforderung: Grenzen überwinden in der Vorschule) (Text: Ulla Tengling)
- 2002: Gunnlögs saga, en vikingaskröna (Die Geschichte von Gunnlög, einem grünen Wikinger) (Text: Eva Lindström Thompson)
- 2002: Aldrig mera mobbning (Schluss mit dem Mobbing) (Text: Jan-Ewert Strömbäck)

## Filme
Lindström arbeitete als Drehbuchautorin, Regisseurin und Produzentin an Verfilmungen eigener und fremder Bücher.
- 1994: Lutning
- 1996: Äventyrspizza
- 1998: Limpan är sugen (Die Napfschnecke ist hungrig)
- 1999: Örnar, björnar och en hund
- 2006: Tiden går fort när man har roligt
- 2007: Farligt fett
- 2013: Djurvännerna, Kurzfilm
- 2013: En fågeldag (Ein Vogeltag), Kurzfilm
- 2013: Jag rymmer! (Ich haue ab!), Kurzfilm
- 2014: Min vän Lage (Mein Freund Lage)

## Auszeichnungen

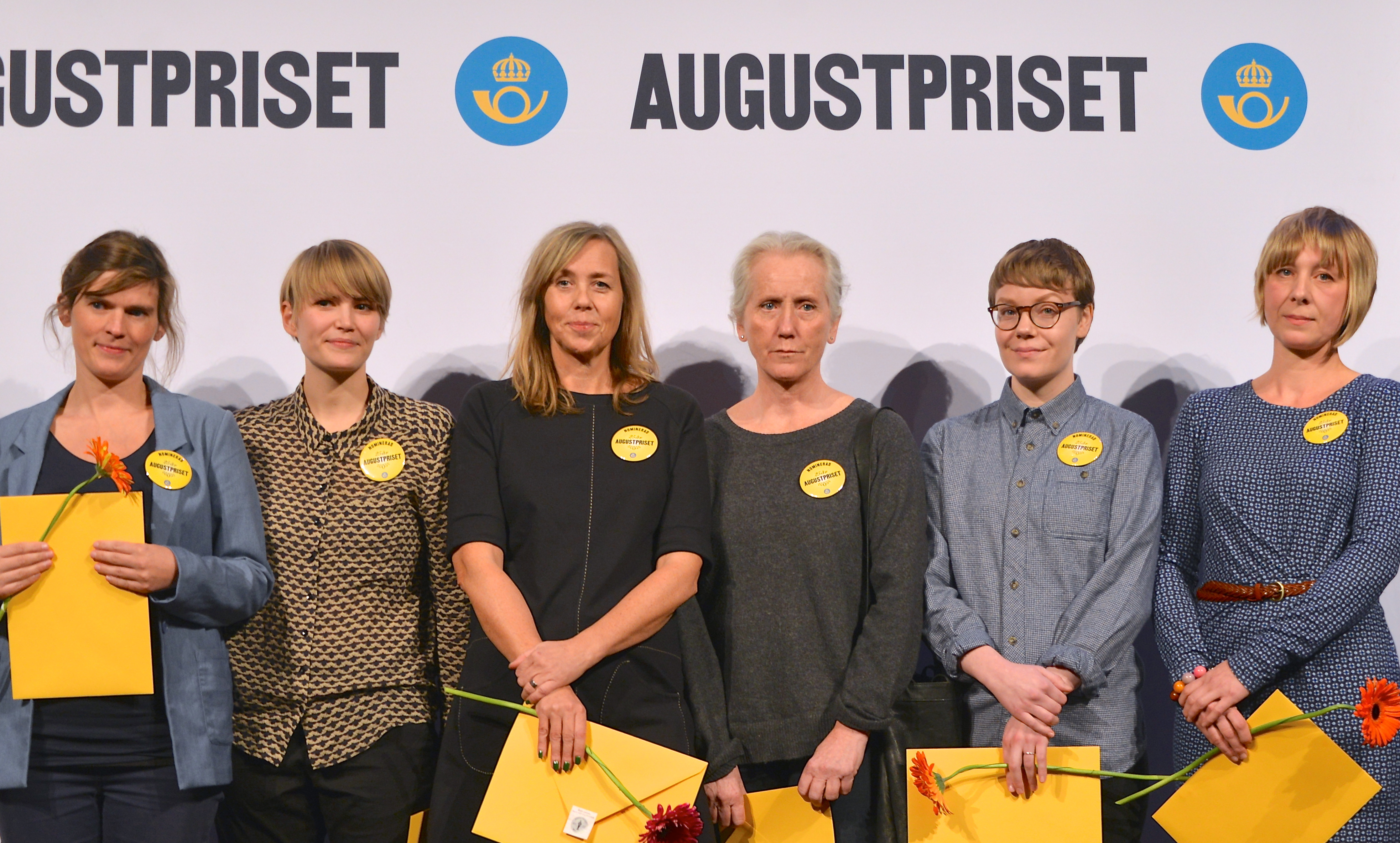
Verleihung des August-Preis, 2013 (von links nach rechts: Frida Nilsson, Ellen Karlsson, Sara Kadefors, Eva Lindström, Klara Persson und Lena Sjöberg)

Neben vielen Auszeichnungen war Lindström 2014, 2016 und 2018 für den Hans Christian Andersen Preis nominiert.
- 1995: Elsa-Beskow-Plakette für Gunnar i granskogen[14]
- 2000: BMF-Plakette für Zigge med zäta
- 2002: Expressens Heffaklump für Någon flyttar in
- 2003: Preis für literarischen Humor, verliehen von En bok för alla, für Vid bergets långa breda fot[15]
- 2012: Snöbollen (Schneeball) Bilderbuch der Jahres für Apan och jag (Der Affe und ich)[16]
- 2013: August-Preis der schwedischen Verlegervereinigung zusammen mit Ellen Karlsson für Snöret, fågeln och jag
- 2018: Bokbildspriset av Svenska Tecknare och Teckningsmuseet i Laholm (Illustrationspreis der schwedischen Karikaturisten und des Karikaturmuseums Laholm)[17]
- 2018: Snöbollen (Schneeball), Bilderbuch des Jahres für Kom hem Laila (Komm heim, Laila)
- 2022: Astrid-Lindgren-Gedächtnis-Preis